# Agdistis salsolae
Agdistis salsolae ist ein Schmetterling (Nachtfalter) aus der Familie der Federmotten (Pterophoridae).

## Merkmale
Die Falter erreichen eine Flügelspannweite von 16 bis 18 Millimetern und sind graubraun gefärbt. Die Vorderflügel sind entlang des Flügelaußenrandes mit dunklen Schuppen gesprenkelt. An der Costalader befinden sich vier Flecke, drei weitere Flecke befinden sich entlang des Dorsalrandes der Flügelfalte.
Die Valven des männlichen Genitals sind zueinander asymmetrisch. Die linke Valve ist mit vier membranösen Anhängen und einem schlichten Costalarm versehen. Die rechte Valve besitzt vier distal ausgerichtete häutige Anhänge, ein weiterer zeigt in Richtung der Valvenbasis. Der Aedeagus ist mit zahlreichen kleinen Dornen versehen. Das Ostium des weiblichen Genitals ist nahezu eben. Das Antrum ist sehr breit, etwa anderthalb mal so lang wie breit und verengt sich leicht. Der Begattungsgang (Ductus bursae) ist mit einer sklerotisierten Platte versehen. Die Apophyses anteriores sind kurz.

## Verbreitung
Agdistis salsolae ist auf den Kanarischen Inseln beheimatet.

## Lebensweise
Die Nahrungspflanze der Raupen ist das Salzkraut Salsola oppositifolia.

### Flug- und Raupenzeiten
Agdistis salsolae fliegt in drei Generationen von März bis April, Juni bis Juli und im Oktober.

## Systematik

### Synonyme
Aus der Literatur sind für Agdistis salsolae folgende Synonyme bekannt:
- Agdistis pinkeri Bigot, 1972